# Android 10
Android 10 és la desena versió major del sistema operatiu mòbil Android. Va ser estrenada al públic el 3 de setembre de 2019.

## Història
Android 10 fou codificat internament com «Android Q». El 13 de març de 2019, Google llançà la primera vista prèvia exclusivament per la gamma de telèfons Google Pixel, incloent-hi l'original Pixel i Pixel XL, que no tenien programat rebre actualitzacions passat l'octubre de 2018.
Un total de sis vistes prèvies foren llançades abans del llançament oficial.
El 22 d'agost de 2019, Google anuncià que Android Q s'anomenaria Android 10, posant fi a la tradició de batejar versions majors d'Android amb el nom d’unes postres. Google justificà aquest canvi dient que els noms anteriors excloïen usuaris internacionals qui podrien trobar dificultats en pronunciant i entenent els noms utilitzats fins aleshores.
L'Android 10 fou llançat oficialment el 3 de setembre de 2019 per telèfons intel·ligents de la gamma Pixel.